# Lijst van rijksmonumenten in Beek en Donk
De plaats Beek en Donk telt 25 inschrijvingen in het rijksmonumentenregister. Hieronder een overzicht.
| Object                                                              | Oorspronkelijke functie?  | Bouwjaar               | Architect           | Locatie                       | Coördinaten?                  | Nr.?   | Afbeelding                                                 |
| ------------------------------------------------------------------- | ------------------------- | ---------------------- | ------------------- | ----------------------------- | ----------------------------- | ------ | ---------------------------------------------------------- |
| De Oude Toren                                                       | Kerk en kerkonderdeel     | 15e eeuw               |                     | Molenweg 5 (bij)              | 51° 31' 35" NB, 5° 37' 40" OL | 8789   | Meer afbeeldingen                                          |
| Biechtstoel, Orgel, 11 beelden en enkele schilderijen van R.K. kerk | Vanwege onderdelen kerk   | Verscheidene bouwjaren |                     | Kerkstraat bij 1              | 51° 31' 46" NB, 5° 38' 9" OL  | 8790   | Upload foto                                                |
| Noord-Brabantse langgevelboerderij                                  | Boerderij                 |                        |                     | Pater Becanusstraat 75        | 51° 31' 55" NB, 5° 37' 31" OL | 8791   | Meer afbeeldingen                                          |
| Pastorie bij Sint-Leonarduskerk                                     | Kerkelijke dienstwoning   | 1895                   | Caspar Franssen     | Kapelstraat 29                | 51° 32' 24" NB, 5° 37' 35" OL | 520150 | Meer afbeeldingen                                          |
| Sint-Leonarduskerk                                                  | Kerk en kerkonderdeel     | 1898                   | Caspar Franssen     | Kapelstraat 31                | 51° 32' 24" NB, 5° 37' 35" OL | 520151 | Meer afbeeldingen                                          |
| Sint-Michaëlkerk                                                    | Kerk en kerkonderdeel     | 1933-1935              | Hendrik Willem Valk | Kerkstraat 1                  | 51° 31' 46" NB, 5° 38' 10" OL | 520153 | Meer afbeeldingen                                          |
| Pastorie bij Sint-Michaëlkerk                                       | Kerkelijke dienstwoning   | 1933-1935              | Hendrik Willem Valk | Kerkstraat 3                  | 51° 31' 46" NB, 5° 38' 10" OL | 520154 | Meer afbeeldingen                                          |
| Klinknagelfabriek P. van Thiel en Zonen: Fabriekshal                | Industrie                 | 1907                   | Lambert de Vries    | Bosscheweg 34                 | 51° 32' 36" NB, 5° 37' 41" OL | 520156 | Upload foto                                                |
| Klinknagelfabriek P. van Thiel en Zonen: Kantoorgebouw              | Handel en kantoor         | 1907                   | Lambert de Vries    | Bosscheweg 34                 | 51° 32' 36" NB, 5° 37' 41" OL | 520157 | Klinknagelfabriek P. van Thiel en Zonen: Kantoorgebouw     |
| Café De Witte                                                       | Horeca                    | ca. 1890               |                     | Heuvelplein 6                 | 51° 31' 46" NB, 5° 38' 4" OL  | 520176 | Café De Witte                                              |
| Raadhuis van Beek en Donk                                           | Bestuursgebouw en onderdl | 1866-1867              | N. de Groot         | Heuvelplein 8                 | 51° 31' 45" NB, 5° 38' 3" OL  | 520177 | Meer afbeeldingen                                          |
| Vrededael                                                           | Villa                     | 1896                   |                     | Zuid-Willemsvaart/Kapelstraat | 51° 32' 27" NB, 5° 37' 44" OL | 520178 | Vrededael                                                  |
| Graanpakhuis, later kousenfabriek Colen met bedrijfswoning          | Woonhuis                  | 1905                   | Lambert de Vries    | Willemstraat 11               | 51° 31' 39" NB, 5° 38' 37" OL | 520181 | Graanpakhuis, later kousenfabriek Colen met bedrijfswoning |
| Klinknagelfabriek: Muur met Transformatorhuisje                     | Handel en kantoor         | ca. 1920               |                     | Bosscheweg 34                 | 51° 32' 36" NB, 5° 37' 41" OL | 525188 | Klinknagelfabriek: Muur met Transformatorhuisje            |
| Sint-Leonarduskerk: Koetshuis                                       | Kerk en kerkonderdeel     | ca. 1910               |                     | Kapelstraat bij 31            | 51° 32' 24" NB, 5° 37' 35" OL | 525189 | Sint-Leonarduskerk: Koetshuis                              |
| Heilig Hartbeeld                                                    | Kerk en kerkonderdeel     | 1922                   | Jan Custers         | Kapelstraat bij 31            | 51° 32' 24" NB, 5° 37' 35" OL | 525190 | Heilig Hartbeeld                                           |
| Sint-Michaëlkerk: Beeld van H. Michaël                              | Kerkelijke dienstwoning   | ca. 1900               |                     | Kerkstraat bij 3              | 51° 31' 46" NB, 5° 38' 10" OL | 525191 | Sint-Michaëlkerk: Beeld van H. Michaël                     |
| Heilig Hartbeeld                                                    | Kerkelijke dienstwoning   | 1925                   | August Falise       | Kerkstraat bij 3              | 51° 31' 46" NB, 5° 38' 10" OL | 525192 | Heilig Hartbeeld                                           |
| Eyckenlust: Hoofdgebouw                                             | Kasteel, buitenplaats     | 1812                   |                     | Kasteellaan 2                 | 51° 32' 1" NB, 5° 38' 34" OL  | 526168 | Meer afbeeldingen                                          |
| Eyckenlust: Parkaanleg                                              | Tuin, park en plantsoen   | 1800-1820              |                     | Kasteellaan bij 2             | 51° 32' 3" NB, 5° 38' 31" OL  | 526169 | Meer afbeeldingen                                          |
| Eyckenlust: Poortgebouw met brug                                    | Bijgebouwen kastelen enz. | ca. 1500               |                     | Kasteellaan bij 2             | 51° 32' 1" NB, 5° 38' 34" OL  | 526170 | Meer afbeeldingen                                          |
| Eyckenlust: Tuinmanswoning                                          | Bijgebouwen kastelen enz. | 1970                   |                     | Kasteellaan 1                 | 51° 32' 1" NB, 5° 38' 34" OL  | 526171 | Meer afbeeldingen                                          |
| Eyckenlust: Schuur                                                  | Bijgebouwen kastelen enz. | 1880-1900              |                     | Kasteellaan bij 2             | 51° 32' 2" NB, 5° 38' 33" OL  | 526172 | Upload foto                                                |
| Eyckenlust: Kasteelhoeve met bijgebouw                              | Bijgebouwen kastelen enz. | 1670-1740              |                     | Kasteellaan bij 1             | 51° 32' 1" NB, 5° 38' 34" OL  | 526173 | Meer afbeeldingen                                          |
| Eyckenlust: Boerderij Vogelenzang                                   | Bijgebouwen kastelen enz. | 1826                   |                     | Starreboslaan 2               | 51° 32' 3" NB, 5° 38' 31" OL  | 526174 | Upload foto                                                |